# Garam masala

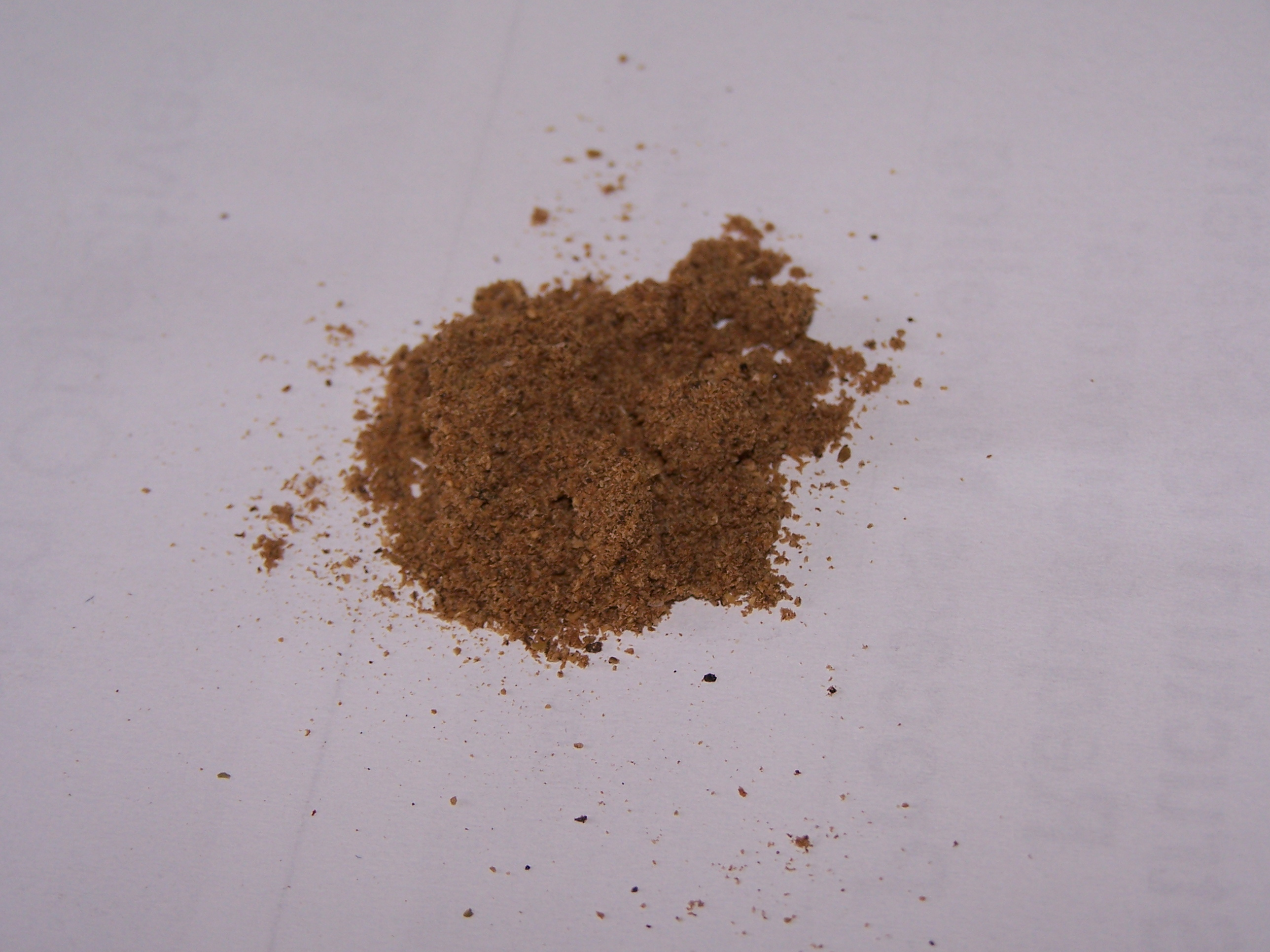
Garam Masala

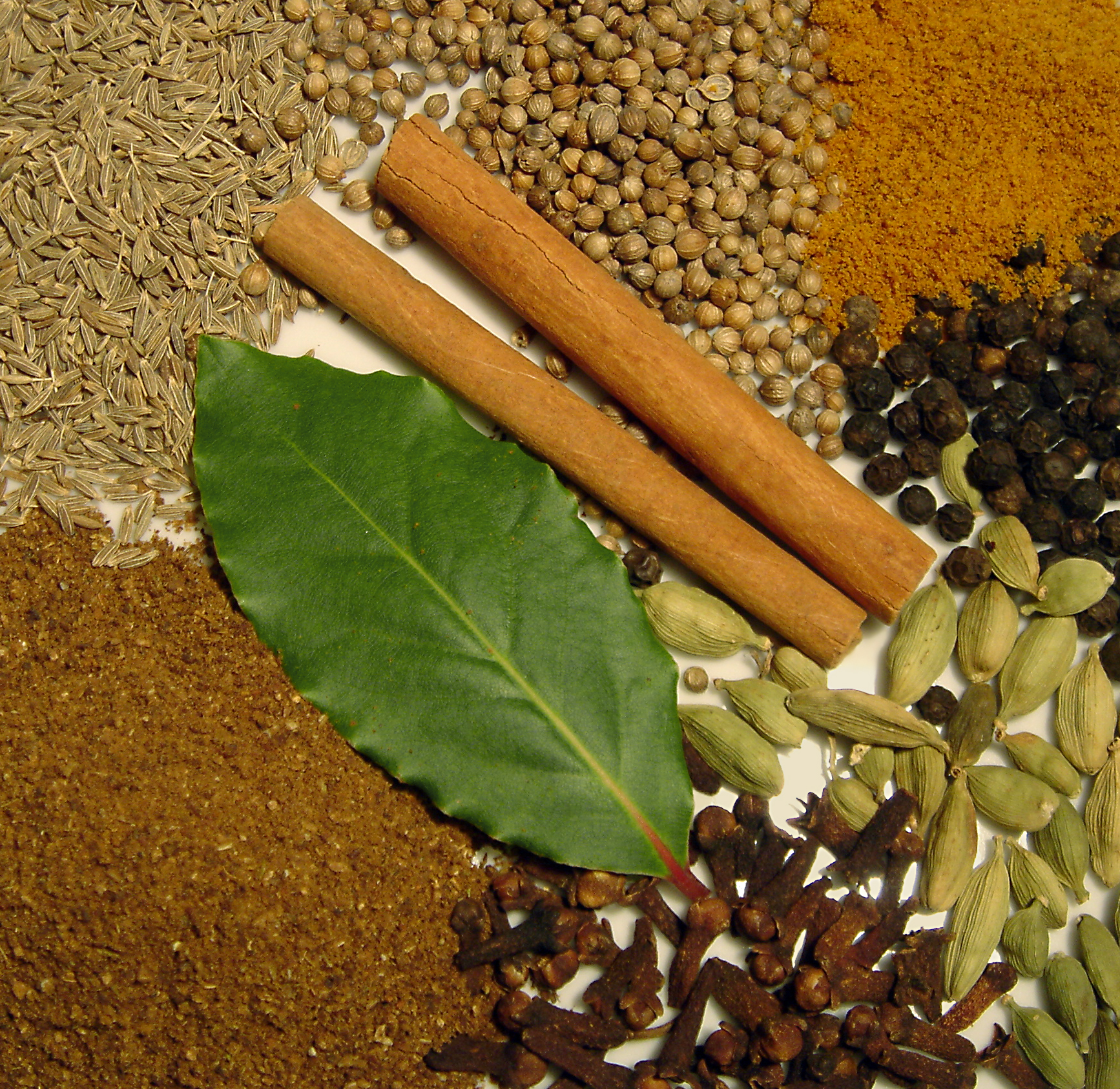
De ingrediënten van Garam Masala

Garam masala is een geroosterd mengsel van specerijen. Het recept is afkomstig uit India. De bereidingswijze verschilt sterk van streek tot streek. Het is een ingrediënt in veel Indiase gerechten zoals tandoori. Het wordt vaak als laatste toegevoegd tijdens het koken, zodat de geur en smaak behouden blijft. 

## Bereidingswijze
Hieronder staat de bereidingswijze van een wat meer zoete variant.
Benodigdheden:
- 3 laurierbladeren
- 1 theelepel korianderzaad
- 1 theelepel komijn
- 2,5 cm pijpkaneel
- 0,5 theelepel zwarte peper
- 2 anijssterren
- 1 theelepel karwijzaad
- 1 theelepel chilipoeder
- 0,5 theelepel gemberpoeder
- 1 theelepel amchoor
- 0,25 theelepel asafoetida

Bereiding:
- Voeg alle ingrediënten, met uitzondering van de onderste vier, samen in een droge koekenpan.
- Rooster alles
- Wacht tot de geur vrijkomt.
- Maal alles uit de pan tot poeder.
- Voeg het poeder samen met de overige ingrediënten.

## Varianten
Als variant kan er nootmuskaat, kruidnagel of kardemom worden toegevoegd.
Hindoestaanse masala is een belangrijk ingrediënt van de vulling of saus die bij Surinaamse roti wordt geserveerd. In de loop der jaren is de samenstelling van het kruidenmengsel (net als de roti zelf) aangepast aan de lokale producten en omstandigheden. Zo kan er bijvoorbeeld uienzaad, mosterdzaad en zwarte komijn worden gebruikt in de masala.